# Harold Becker
Harold Becker est un réalisateur et producteur américain, né le 25 septembre 1928 à New York.

## Filmographie

### Réalisateur
- 1972 : The Ragman's Daughter
- 1979 : Tueurs de flics (The Onion Field)
- 1980 : Flics-Frac ! (The Black Marble)
- 1981 : Taps
- 1985 : Vision Quest
- 1987 : La Gagne (The Big Town) (non crédité au générique)
- 1988 : État de choc (The Boost)
- 1989 : Mélodie pour un meurtre (Sea of Love)
- 1993 : Malice
- 1996 : City Hall
- 1998 : Code Mercury (Mercury Rising)
- 2001 : L'Intrus (Domestic Disturbance)

### Producteur
- 1972 : The Ragman's Daughter
- 1993 : Malice
- 1996 : City Hall
- 2001 : L'Intrus (Domestic Disturbance)